# Petra Rossner
Petra Rossner (n. 14 noiembrie 1966, Leipzig, RDG) este o ciclistă germană, medaliată olimpică. A participat la 2 ediții ale Jocurilor Olimpice (1988, 1992) în care a câștigat o medalie de aur.